# بويلينغ سبرينغز
بويلينغ سبرينغز (كارولاينا الشمالية) (بالإنجليزية: Boiling Springs, North Carolina)‏ هي مدينة تقع في الولايات المتحدة في مقاطعة كليفلاند، كارولاينا الشمالية. يقدر عدد سكانها بـ 4,647 نسمة ومساحتها 11.2 كم2 وترتفع عن سطح البحر 278 متر.

## التركيبة السكانية
حدّد مكتب تعداد الولايات المتحدة بيانات التركيبة السكانية لبويلينغ سبرينغز في تعداد الولايات المتحدة. في ما يلي، التركيبة السكانية حسب تعدادي 2000 و2010.

### تعداد عام 2000
بلغ عدد سكان بويلينغ سبرينغز 3,866 نسمة بحسب تعداد عام 2000، وبلغ عدد الأسر 1,117 أسرة وعدد العائلات 832 عائلة مقيمة في البلدة. في حين سجلت الكثافة السكانية 333.3 نسمة لكل كيلومتر مربع (863.2/ميل2). وبلغ عدد الوحدات السكنية 1,184 وحدة بمتوسط كثافة قدره 102.1 لكل كيلومتر مربع (264.4/ميل2).
وتوزع التركيب العرقي للبلدة بنسبة 89.29% من البيض و8.67% من الأمريكيين الأفارقة و0.13% من الأمريكيين الأصليين و0.78% من الأمريكيين ذوي الأصول الآسيوية و0.41% من الأعراق الأخرى و0.72% من عرقين مختلطين أو أكثر و1.40% من الهسبانيون أو اللاتينيون من أي عرق.
بلغ عدد الأسر 1,117 أسرة كانت نسبة 41% منها لديها أطفال تحت سن الثامنة عشر تعيش معهم، وبلغت نسبة الأزواج القاطنين مع بعضهم البعض 62.9% من أصل المجموع الكلي للأسر، ونسبة 9.7% من الأسر كان لديها معيلات من الإناث دون وجود شريك،  بينما كانت نسبة 1.9% من الأسر لديها معيلون من الذكور دون وجود شريكة وكانت نسبة 25.5% من غير العائلات. تألفت نسبة 21.6% من أصل جميع الأسر من عدة أفراد يعيشون في نفس المنزل ونسبة 7% كانت تتألف من شخص يعيش بمفرده يبلغ من العمر 65 عاماً أو أكثر. وبلغ متوسط حجم الأسرة المعيشية 2.57، أما متوسط حجم العائلات فبلغ 3.02.
بلغ العمر الوسطي للسكان 24.0 عاماً. وكانت نسبة 20.9% من القاطنين تحت سن الثامنة عشر، وكانت نسبة 6.2% بين الثامنة عشر والرابعة والعشرين عاماً، ونسبة 24.1% كانت واقعةً في الفئة العمرية ما بين الخامسة والعشرين والرابعة والأربعين عاماً، ونسبة 15.5% كانت ما بين الخامسة والأربعين والرابعة والستين، ونسبة 7.7% كانت ضمن فئة الخامسة والستين عاماً فما فوق. يوجد لكل 100 أنثى 96.7 ذكر، ويوجد لكل 100 أنثى في الثامنة عشر من عمرها فما فوق 88.3 ذكر.
بلغ متوسط دخل الأسرة في البلدة 48,861 دولارًا، أما متوسط دخل العائلة فبلغ 54,837 دولارًا. وكان متوسط دخل الذكور 38,098 دولارًا مقابل 24,559 دولارًا للإناث. وسجل دخل الفرد الخاص بالبلدة 14,984 دولارًا. وكانت نسبة 3.6% من العائلات ونسبة 5.6% من السكان تحت خط الفقر، وكان من هؤلاء نسبة 2.4% تحت سن الثامنة عشر ونسبة 7.7% في الخامسة والستين من العمر وما فوق.

### تعداد عام 2010
بلغ عدد سكان بويلينغ سبرينغز 4,647 نسمة بحسب تعداد عام 2010، وبلغ عدد الأسر 1,366 أسرة وعدد العائلات 988 عائلة مقيمة في البلدة. في حين سجلت الكثافة السكانية 400.6 نسمة لكل كيلومتر مربع (1,037.5/ميل2). وبلغ عدد الوحدات السكنية 1,471 وحدة بمتوسط كثافة قدره 126.8 لكل كيلومتر مربع (328.4/ميل2).
وتوزع التركيب العرقي للبلدة بنسبة 86.10% من البيض و11.32% من الأمريكيين الأفارقة و0.19% من الأمريكيين الأصليين و0.39% من الأمريكيين ذوي الأصول الآسيوية و0.54% من الأعراق الأخرى و1.46% من عرقين مختلطين أو أكثر و1.98% من الهسبانيون أو اللاتينيون من أي عرق.
بلغ عدد الأسر 1,366 أسرة كانت نسبة 39.7% منها لديها أطفال تحت سن الثامنة عشر تعيش معهم، وبلغت نسبة الأزواج القاطنين مع بعضهم البعض 57.2% من أصل المجموع الكلي للأسر، ونسبة 12.2% من الأسر كان لديها معيلات من الإناث دون وجود شريك،  بينما كانت نسبة 2.9% من الأسر لديها معيلون من الذكور دون وجود شريكة وكانت نسبة 27.7% من غير العائلات. تألفت نسبة 23% من أصل جميع الأسر من عدة أفراد يعيشون في نفس المنزل ونسبة 7.8% كانت تتألف من شخص يعيش بمفرده يبلغ من العمر 65 عاماً أو أكثر. وبلغ متوسط حجم الأسرة المعيشية 2.58، أما متوسط حجم العائلات فبلغ 3.05.
بلغ العمر الوسطي للسكان 24.4 عاماً. وكانت نسبة 20.3% من القاطنين تحت سن الثامنة عشر، وكانت نسبة 30.4% بين الثامنة عشر والرابعة والعشرين عاماً، ونسبة 19.9% كانت واقعةً في الفئة العمرية ما بين الخامسة والعشرين والرابعة والأربعين عاماً، ونسبة 20.8% كانت ما بين الخامسة والأربعين والرابعة والستين، ونسبة 8.6% كانت ضمن فئة الخامسة والستين عاماً فما فوق. وتوزع التركيب الجنسي للسكان بنسبة 47.2% ذكور و52.8% إناث.

## أعلام
- جيرالد ر. موراي